# Joan Allen
Joan Mary Allen (Rochelle, 20 de agosto de 1956) é uma atriz norte-americana. Conhecida por seu trabalho no teatro e no cinema, recebeu um Tony Awards, além de indicações a três Oscar, um BAFTA, três Emmy Awards e três Globos de Ouro.
Ela começou sua carreira com a Steppenwolf Theatre Company em 1977, ganhou o Drama Desk Award de 1984 de Melhor Atriz em Peça por And a Nightingale Sang e ganhou o Tony Award de 1988 de Melhor Atriz em Peça por sua estreia na Broadway em Burn This. De meados da década de 1990 ao início dos anos 2000, Allen recebeu reconhecimento internacional por uma série de performances aclamadas pela crítica. Ela também foi indicada três vezes ao Oscar, recebendo indicações de Melhor Atriz Coadjuvante por Nixon (1995) e The Crucible (1996), e uma indicação de Melhor Atriz por The Contender (2000).
Outros papéis de Allen no cinema incluem Manhunter (1986), Peggy Sue Got Married (1986), Tucker: The Man and His Dream (1988), Searching for Bobby Fischer (1993), The Ice Storm (1997), Face/Off (1997), Pleasantville (1998), The Bourne Supremacy (2004), The Upside of Anger (2005), The Bourne Ultimatum (2007), Death Race (2008) e The Bourne Legacy (2012). Ela ganhou o Canadian Screen Award de Melhor Atriz Coadjuvante pelo filme Room de 2015. Ela também estrelou as peças da Broadway The Heidi Chronicles (1988), Impressionism (2009) e The Waverly Gallery (2018). Em 1989, Joan retornou aos palcos e ganhou um prêmio Tony por sua performance em Burn This. Também atuou na peça vencedora do prêmio Pulitzer, The Heidi Chronicles.
Ela recebeu uma indicação ao Óscar de Melhor Atriz (coadjuvante/secundária) interpretando Pat Nixon no filme Nixon (1995) e pelo papel da esposa de um marido acusado de caça às bruxas em As Bruxas de Salém (1996). Também foi indicada para o prêmio de Melhor Atriz Principal pelo papel de uma política envolvida num escândalo sexual em A Conspiração. Joan é muito respeitada por seu profissionalismo e pela intensa preparação pela qual passa antes de estrelar um filme. Brian Cox, que estrelou com ela em A Supremacia Bourne disse que Joan é a melhor atriz com quem já trabalhou em toda sua vida.
Em 2001, Joan estrelou na minissérie As Brumas de Avalon (The Mists of Avalon) do canal TNT.

## A vida antes da fama
Joan Mary Allen é filha de um dono de um posto de gasolina,e James Jefferson Allen, e uma dona de casa, é filha de Dorothea Marie (nascida Wirth). Começou a atuar no teatro e na televisão antes de estrear no cinema, no filme Comprising Positions (em 1985). Ela tem um irmão mais velho, David, e duas irmãs mais velhas, Mary e Lynn. Enquanto estava no ensino médio, ela fez um teste e ganhou um papel em uma peça da escola. Após a formatura, ela frequentou a Eastern Illinois University , onde conheceu o ator John Malkovich.

## Carreira

### 1977–1994: primeiros trabalhos e papéis na Broadway
Allen começou sua carreira como atriz de teatro e na televisão antes de fazer sua estreia no cinema no filme Compromising Positions (1985). Ela se tornou um membro do conjunto da Steppenwolf Theatre Company em 1977, quando John Malkovich a convidou para participar. O trabalho de Allen com a Steppenwolf incluiu produções de Three Sisters , Waiting For The Parade , Love Letters , The Marriage of Bette and Boo e The Wheel. Em 1989, Allen ganhou um Tony Awards por sua estreia na Broadway em Burn This, ao lado de Malkovich. Ela também estrelou a peça vencedora do Prêmio Pulitzer The Heidi Chronicles , com Boyd Gaines no Plymouth Theatre. O show foi recebido com elogios da crítica, recebendo seis indicações ao Tony Awards e ganhando o prêmio de Melhor Peça. Allen recebeu sua segunda indicação ao Tony Awards por sua atuação.

### 1995–2003: atriz consagrada
Em 1995, ela interpretou a ex-primeira-dama Pat Nixon, atuando ao lado de Anthony Hopkins no papel-título do drama biográfico de Oliver Stone, Nixon (1995). O crítico Roger Ebert elogiou a escrita de atuação de Allen: "A principal atuação coadjuvante no filme é a de Joan Allen como Pat Nixon. Ela surge como uma pessoa de temperamento forte e perspicaz, uma contadora de verdades que vê através das máscaras e evasões de Nixon." Ela recebeu uma indicação ao Oscar de Melhor Atriz Coadjuvante. Naquele mesmo ano, Allen atuou no drama romântico adolescente Mad Love (1995).
No ano seguinte, Allen interpretou Elizabeth Proctor , uma mulher acusada de bruxaria, em The Crucible (1996). Allen atuou ao lado de Daniel Day-Lewis no filme dirigido por Nicholas Hytner, baseado na peça de Arthur Miller de 1953 de mesmo nome. Owen Gleiberman, da Entertainment Weekly, elogiou a escrita de performance de Allen: "É Joan Allen quem carrega o peso da tristeza do filme, com os olhos brilhando de tristeza enquanto ela entrega a confissão de partir o coração ao marido". Ela recebeu o Critics' Choice Movie Award de Melhor Atriz Coadjuvante, bem como uma indicação ao Oscar de Melhor Atriz Coadjuvante. No ano seguinte, ela estrelou o drama The Ice Storm, dirigido por Ang Lee, interpretando uma mulher insatisfeita que descobre que seu marido está tendo um caso com uma vizinha. Allen atuou ao lado de Kevin Kline, Sigourney Weaver, Elijah Wood, Christina Ricci e Tobey Maguire. O Hollywood Reporter nomeou-a como sua melhor atuação cinematográfica, escrevendo: "Allen é requintadamente contida, incorporando a graça estranha e a dor indefinível." Ela também teve um papel coadjuvante no filme de ação de ficção científica Face/Off (1997).
Em 1998, Allen estrelou a comédia dramática de fantasia Pleasantville (1998), dirigida por Gary Ross. Allen atuou ao lado de Jeff Daniels, Reese Witherspoon e Tobey Maguire. Por sua atuação, ela ganhou o prêmio Critics' Choice Movie Award de Melhor Atriz Coadjuvante. O filme foi comparado favoravelmente a The Truman Show, também lançado em 1998. Joe Leydon, da Variety, escreveu: "Allen é igualmente eficaz em sua sutil transformação da dócil Stepford Wife para o anseio de um espírito livre". No ano seguinte, ela atuou em It's the Rage (1999), baseado na peça de Keith Reddin de mesmo nome, e When the Sky Falls (2000). Ambos os filmes receberam críticas negativas, com alguns elogios à atuação de Allen.
Ela também foi indicada para Oscar de Melhor Atriz, e nas cantegorias principais também no Globo de Ouro, e o SAG Awards por seu papel no drama político The Contender (2000). No filme, ela interpretou uma política que se torna objeto de escândalo. Ela estrelou ao lado de Jeff Bridges e Gary Oldman. Em 2001, Allen estrelou a minissérie The Mists of Avalon na TNT e ganhou uma indicação ao Emmy Awards de Melhor Atriz Coadjuvante em Série Limitada ou Antologia ou Filme pelo papel. Em 2003, ela estrelou Off the Map, que estreou no Festival de Cinema de Sundance de 2003.

### 2004 - Presente: retorno à Broadway, diminuição de trabalho no cinema e televisão
la também estrelou como a mãe de Rachel McAdams no filme Diário de uma Paixão de 2004. Em 2005, ela recebeu muitas críticas positivas por seu papel principal na comédia/drama The Upside of Anger, no qual interpretou uma dona de casa alcoólatra. Ela recebeu uma indicação ao Critics' Choice Movie Award de Melhor Atriz por sua atuação. Ela interpretou a vice-diretora da CIA, Pamela Landy, em The Bourne Supremacy, The Bourne Ultimatum e The Bourne Legacy. Allen apareceu em Death Race, interpretando um diretor de prisão.
Em 2009, Allen estrelou como Georgia O'Keeffe no filme biográfico de 2009 da Lifetime Television , narrando a vida da artista. Allen retornou à Broadway após uma ausência de vinte anos em março de 2009, quando interpretou o papel de Katherine Keenan na peça Impressionism, de Michael Jacobs , ao lado de Jeremy Irons, no Gerald Schoenfeld Theatre. A peça recebeu críticas mistas. O The New Yorker escreveu que a peça "é tão estranha quanto sublime", observando sua "doçura descarada" e "humor sincero". Allen dublou a personagem Delphine no videogame The Elder Scrolls V: Skyrim, de 2011, da Bethesda Softworks . Ela também dublou Deborah na produção da Bíblia em áudio da Thomas Nelson conhecida como The Word of Promise. O projeto também contou com um grande elenco de atores famosos de Hollywood, incluindo Jim Caviezel, Lou Gossett Jr., John Rhys-Davies, Jon Voight, Gary Sinise, Christopher McDonald, Marisa Tomei e John Schneider. Em 2015, Allen assinou para o papel principal na série dramática da ABC The Family, desempenhando o papel de prefeita vilã e manipuladora e matriarca de sua família.
Após uma ausência de nove anos da Broadway, Allen interpretou Ellen Fine na aclamada produção de estreia na Broadway da peça de Kenneth Lonergan , The Waverly Gallery, em 2018, ao lado de Elaine May, Lucas Hedges e Michael Cera no John Golden Theatre.  David Rooney, do The Hollywood Reporter, elogiou a escrita de performance de Allen, "Allen em uma performance de destaque de tremendo sentimento cru e tristeza". Após uma pausa de cinco anos na atuação em filmes e televisão, ela coestrelou com Julianne Moore, Clive Owen e Jennifer Jason Leigh em Lisey's Story, a minissérie da Apple TV de 2021 adaptada por Stephen King de seu próprio romance. Foi a segunda adaptação de King de Allen depois de interpretar o papel principal no filme de 2014, A Good Marriage.  Ela aparecerá em seguida ao lado de Robert De Niro e Lizzy Caplan na minissérie de suspense e conspiração da Netflix, Zero Day.

## Vida pessoal
Em 1990, Allen se casou com o ator Peter Friendman. O casal se separou em 2002, mas continuam amigos por causa da filha Sadie, nascida em 1994.

## Filmografia
- Compromising Positions (1985)
- Manhunter – Dragão Vermelho (1986)
- Zeisters (1986)
- Peggy Sue Got Married – Peggy Sue: Seu Passado a Espera (1986)
- Tucker: The Man and His Dream (1988)
- In Country (1989)
- Ethan Frome (1993)
- Searching for Bobby Fischer (1993)
- Josh and S.A.M. (1993)
- Mad Love (1995)
- Nixon (1995)
- The Crucible – As Bruxas de Salém (1996)
- The Ice Storm (1997)
- Face/Off (1997)
- Pleasantville (1998)
- All the Rage (1999)
- When the Sky Falls (2000)
- The Contender – A Conspiração (2000)
- As Brumas de Avalon (2001)
- Off the Map (2003)
- The Notebook (2004) Mãe de Allie!
- The Bourne Supremacy – A Supremacia Bourne (2004)
- Yes (2004)
- Oglio 3 (2005)
- The Upside of Anger (2005)
- The Bourne Ultimatum – O Ultimato Bourne (2007)
- Death Race (2008)
- Sempre ao Seu Lado (2009)
- The Family (telessérie) (2016)